# The Top

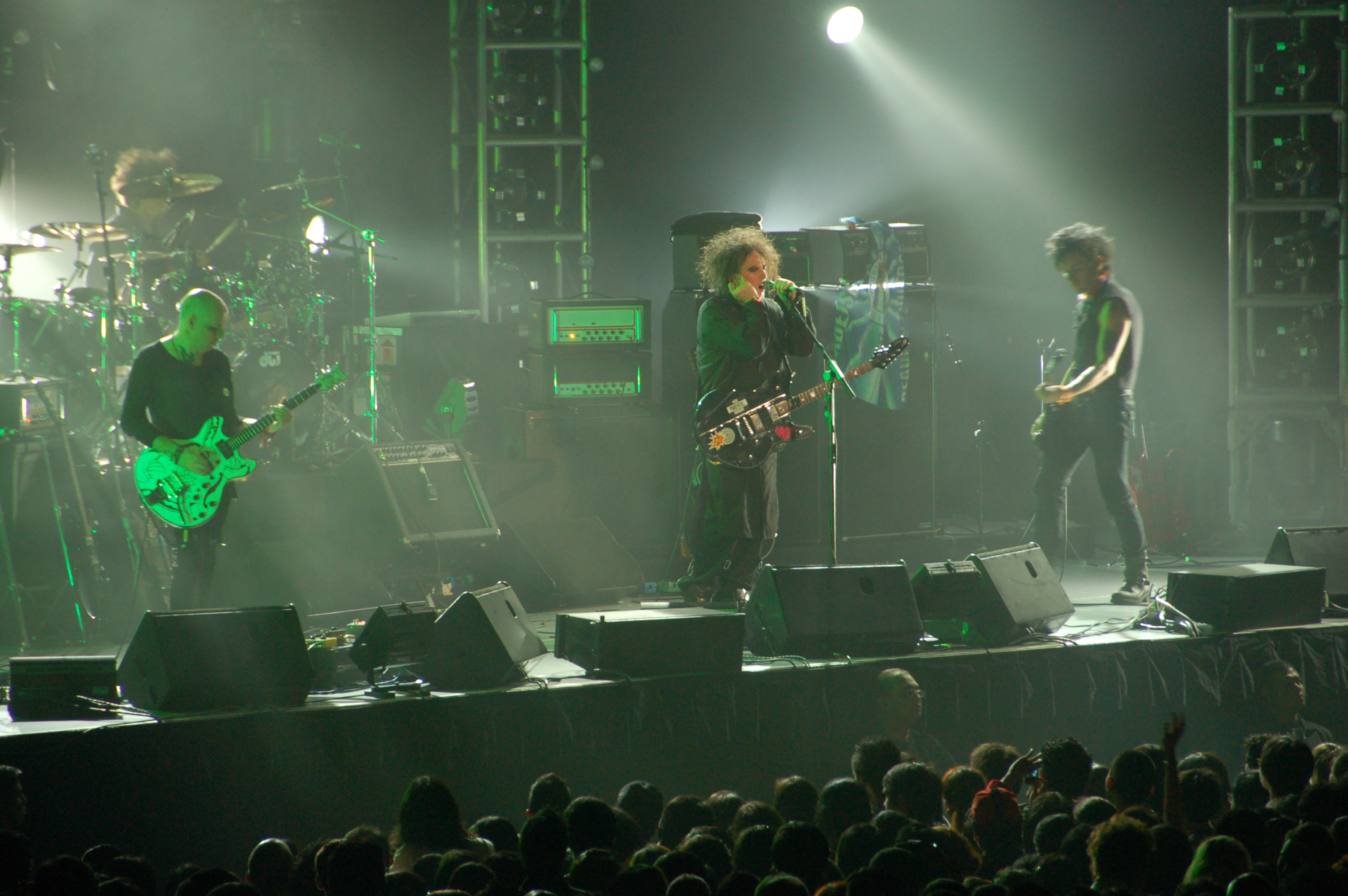

Albums de The Cure
Japanese Whispers
(1983) Concert: The Cure Live
(1984)
Singles
1. The Caterpillar
Sortie : 26 mars 1984[5]

The Top est le cinquième album du groupe britannique The Cure sorti le 4 mai 1984.

## Contexte et enregistrement
Après avoir publié trois singles Let's Go To Bed, The Walk et The Lovecats entre novembre 1982 et octobre 1983 réunis par la suite sur la compilation Japanese Whispers, The Cure retourne en studio pour enregistrer le successeur de Pornography. Sur la lancée des précédents singles, le groupe s'éloigne de l'ambiance sombre de leurs premiers disques et continue sur une voie plus pop en développant un côté psychédélique, avec notamment les titres Bananafishbones et Piggy in the Mirror, un style déjà expérimenté par Robert Smith en 1983 avec The Glove, son duo créé avec Steven Severin sur l'album Blue Sunshine. 
The Top est écrit et enregistré en même temps que Hyæna de Siouxsie and the Banshees, un album lui aussi psychédélique et pour qui Smith compose et joue également. Sur The Top, l'instrumentation est variée : violon, harmonica, flûte indienne ou tambour viennent se mêler aux instruments plus habituels utilisés par un groupe de rock. Robert Smith joue la majeure partie des instruments, excepté la batterie tenue par Andy Anderson. Lol Tolhurst qui l'a définitivement laissé de côté, est désormais aux claviers. Lui et Robert Smith composent ensemble trois titres : Bird Mad Girl, le single The Caterpillar et Piggy in the Mirror, le reste des morceaux est signé Robert Smith.
Porl Thompson, qui joue du saxophone sur le titre Give Me It, rejoint officiellement la formation à la fin de l'enregistrement. Le bassiste Phil Thornalley, qui avait participé aux sessions du single The Lovecats, mais n'avait pas pris part à l'enregistrement de l'album, est réengagé pour la promotion du disque. Le groupe part en tournée début mai en Angleterre puis joue sur le continent. The Cure investit pour la première fois en France une arène à Paris, Le Zénith, et remplit cette nouvelle salle de 6500 places récemment inaugurée. La tournée se poursuit 4 semaines durant. Robert
Smith décide de quitter définitivement les Banshees à ce moment-là, exténué par la promotion de The Top et l'enregistrement de trois albums studio en moins de 12 mois. The Top sera suivi fin 1984 par un album live intitulé Concert: The Cure Live.
Le 14 août 2006 est publiée une édition remastérisée avec un deuxième CD contenant des titres inédits et des versions démos ou en concert des morceaux de l'album et du single The Caterpillar.

## Liste des titres

### Édition originale
Tous les titres sont écrits et composés par Robert Smith sauf 2, 6 et 7, par Robert Smith et Laurence Tolhurst.
| 1. | Shake Dog Shake | 4:55 |
| 2. | Bird Mad Girl   | 4:05 |
| 3. | Wailing Wall    | 5:17 |
| 4. | Give Me It      | 3:42 |
| 5. | Dressing Up     | 2:51 |

| 6.  | The Caterpillar     | 3:40 |
| 7.  | Piggy in the Mirror | 3:40 |
| 8.  | The Empty World     | 2:36 |
| 9.  | Bananafishbones     | 3:12 |
| 10. | The Top             | 6:50 |

### Réédition 2006
CD 1 - The Original Album
Liste identique à celle de l'album original.
CD 2 - Rarities (1982-1984)
| No  | Titre | Durée |
| --- | --- | ----- |
| 1.  | You Stayed... (Robert Smith Home demo, 08/1982)                                                                           | 2:21  |
| 2.  | Ariel (Robert Smith Home demo, 08/1982)                                                                                   | 2:58  |
| 3.  | A Hand Inside My Mouth (Studio des Dames demo, 08/1983)                                                                   | 3:40  |
| 4.  | Sadacic (Robert Smith Olympic Studio demo, 12/1983)                                                                       | 4:17  |
| 5.  | Shake Dog Shake (Robert Smith et Andy Anderson Garden/Eden Studio demo, 12/1983)                                          | 4:56  |
| 6.  | Piggy in the Mirror (Robert Smith et Andy Anderson Garden/Eden Studio demo, 12/1983)                                      | 3:40  |
| 7.  | Birdmad Girl (Robert Smith et Andy Anderson Garden/Eden Studio demo, 12/1983)                                             | 3:36  |
| 8.  | Give Me It (Robert Smith et Andy Anderson Garden/Eden Studio demo, 12/1983)                                               | 3:43  |
| 9.  | Throw Your Foot (Robert Smith et Andy Anderson Garden/Eden Studio demo, 12/1983)                                          | 3:31  |
| 10. | Happy the Man (Robert Smith et Andy Anderson Garden/Eden Studio demo, 12/1983)                                            | 2:46  |
| 11. | The Caterpillar (Robert Smith et Andy Anderson Garden/Eden Studio demo, 12/1983)                                          | 4:17  |
| 12. | Dressing Up (Genetic Studio guide vocal/rough mix, 02/1984)                                                               | 2:14  |
| 13. | Wailing Wall (Genetic Studio rough mix, 02/1984)                                                                          | 4:59  |
| 14. | The Empty World (Live bootleg Hammersmith Odeon, 05/1984)                                                                 | 2:47  |
| 15. | Bananafishbones (Live bootleg Hammersmith Odeon, 05/1984)                                                                 | 2:57  |
| 16. | The Top (Live bootleg Hammersmith Odeon, 05/1984)                                                                         | 7:13  |
| 17. | Forever (version) (Live bootleg Zénith Paris, 05/1984 - figure sur la version cassette de l'album Concert: The Cure Live) | 4:58  |

## Composition du groupe
- Robert Smith : chant, guitare, basse, claviers, orgue, flûte à bec (sur Wailing Wall), violon (sur The Caterpillar), harmonica (sur Bananafishbones)
- Lol Tolhurst : claviers
- Andy Anderson : batterie, percussions
- Porl Thompson : saxophone (sur Give Me It)

Sur les titres live du CD 2 de l'Édition Deluxe
- Robert Smith : chant, guitare
- Porl Thompson : claviers, guitare, saxophone
- Andy Anderson : batterie
- Phil Thornalley : basse
- Lol Tolhurst : claviers

## Classements hebdomadaires
| Classement (1984)             | Meilleure place |
| ----------------------------- | --------------- |
| Allemagne (Media Control AG)  | 44              |
| Australie (ARIA)              | 55              |
| France (IFOP)                 | 18              |
| Nouvelle-Zélande (RIANZ)      | 23              |
| Pays-Bas (Mega Album Top 100) | 12              |
| Royaume-Uni (UK Albums Chart) | 10              |
| Suède (Sverigetopplistan)     | 31              |

## Certification
| Pays              | Certifications | Date       | Unités certifiées |
| ----------------- | -------------- | ---------- | ----------------- |
| Royaume-Uni (BPI) | Argent         | 02/05/1984 | 60 000            |